# Караимское училище в Чуфут-Кале
Основано в 1843 г. Основатель — С. Бейм.
В 1837 году, во время посещения крепости царской семьёй, Императором было обращено внимание на то, что Кале приходит в упадок и близко к опустошению; караимы занимаются почти исключительно торговлей, и без училища на Кале жить невозможно.
Первоначально училище содержалось на добровольные пожертвования жителей городка. Вначале в училище обучалось 14 мальчиков, затем на средства караимской общины было построено новое здание для частного училища, где обучалось уже около 100 мальчиков.
Соломон Бейм был единственным преподавателем в училище. Это было единственное караимское училище, где введено было преподавание русского языка.
В апреле 1846 года в училище проходили экзамены, на которых присутствовали:
- Таврический гражданский губернатор Владимир Иванович Пестель;
- председатель Казённой палаты Владимир Максимович Княжевич;
- директор училищ Таврической губернии А. В. Самойлов, другие официальные лица;
- главный экзаменатор — старший учитель евпаторийских караимских училищ, известный деятель по изучению истории и древностей Авраам Фиркович.

Губернатор поблагодарил С. Бейма и отметил тот уровень образования, которое даёт училище детям. Он сказал: 
«Здесь в небольшом по численности городке, дают детям правильное образование, в отличие от Евпатории, где примерно 300 учащихся, надрывая грудь, повторяют за учителем заданный урок, мешают друг другу, а старый учитель при этом не может различить слова, произносимые учениками, следовательно, не может исправить ошибки. В Евпатории существует ещё безотчётное преподавание, где не существует правильная система обучения и воспитания, куда русские слова не получили ещё доступа. Новыми способами обучения воспользовался Соломон Бейм. Надо думать, что настанет тот день, когда и караимы Евпатории смогут применить ту систему воспитания и образования, которую применил С. Бейм. Караимы должны подвергнуться существенному преобразованию в деле образования, чтобы быть наравне со своими согражданами русской национальности. Караимы занимаются торговлей — это очень хорошо. Но они должны выучиться русскому языку — это язык большинства жителей нашей страны, это язык, доставляющий им блага спокойной жизни, язык законов, которыми они управляются. Это язык жителей, с которыми приводят их в столкновение материальные выгоды, как класса по преимуществу торгового. Это язык, на котором им передаются милости, изливаемые на них Государем Императором».

## Создание нового училища
Посещение большим количеством ученых и путешественников Чуфут-Кале способствовало популяризации крепости и учебного заведения С. Бейма. В начале 1850 года Таврический генерал-губернатор В. И. Пестель пишет Новороссийскому и Бессарабскому генерал-губернатору М. С. Воронцову письмо, в котором рассказывает о шестилетней деятельности С. Бейма в должности старшего газзана и о создании им училища, которое он содержал частично на свои средства.
Пестель предлагал взамен частного училища создать государственное училище и сделать его центром образования караимов. Чтобы привлечь в Кале больше караимов, он предлагал:
- освободить караимов-жителей Кале от отбывания всех земских и городских повинностей на 25 лет или даже навсегда (при этом, не освобождая от платежа гильдейских взносов)
- караимам, переселяющимся в Кале, предоставить льготы по разным повинностям до прочного их обоснования
- передать караимское училище в ведение дирекции училищ Таврической губернии
- ввести в штат училища ещё одного преподавателя с окладом 150 рублей в год
- определить С. Бейму оклад в 230 рублей в год
- выделять училищу ежегодно на ремонт 500 руб. и на учебные пособия 120 рублей
- до тех пор пока училище не укрепится, плату за обучение учащихся не взимать
- после утверждения училища, взимать умеренную плату за обучение учеников состоятельных родителей, освободив от неё детей бедных караимов.

Преобразования предлагались существенные, но денег достаточно выделено не было. Поэтому С. Бейм обратился к согражданам с просьбой оказать материальную помощь, а сам на два месяца покинул Кале, оставив подписной лист. К его возвращению лист был заполнен многочисленными подписями, среди которых была подпись и Таврического губернатора В. И. Пестеля, которая гласила: «Готов способствовать к устроению обстоятельств газзана Бейма известными ему средствами».
За два года работа по созданию училища была реализована.
1 апреля 1852 года С. Бейм был назначен его надзирателем и учителем караимского языка и вероучения с окладом 230 рублей в год, учителем русского языка и арифметики был назначен учитель Колпакчиев с окладом 150 рублей в год.
15 апреля 1852 года С. Бейм получил сообщение от директора училищ Таврической губернии о закрытии частного караимского училища и об открытии училища, входящего в систему Дирекции училищ Таврической губернии.
Открытие училища было омрачено неприятным событием: во вновь построенном здании произошёл пожар, часть здания сгорела. С. Бейм добился разрешения открыть училище в своем доме, так как для этого у него были свободные, подходящие комнаты.
20 апреля 1852 года крепость Чуфут-Кале праздновала торжественное открытие караимского приходского училища. Присутствовали: председатель Казённой палаты, действительный статский советник Княжевич, генерал-майор Боассель, директор училищ Самойлов. Губернатор присутствовать не мог, так как был болен.
Перед входом в училище в доме Бейма, в кенаса был отслужен торжественный молебен в честь Государя Императора. При открытии училища выступали Княжевич и Самойлов, затем в доме С. Бейма был дан обильный обед. Произносились торжественные тосты в честь высокопоставленных особ, в том числе начальника города и местного ротмистра Шостака.